# Меттью Берманн
Меттью Берманн (англ. Matthew Behrmann; нар. 3 серпня 1980) — колишній американський тенісист.
Найвищу одиночну позицію світового рейтингу — 536 місце досяг 14 листопада 2005, парну — 676 місце — 22 листопада 2004 року.

## Титули ITF Ф'ючерс

### Одиночний розряд: (2)
| Ранг | Дата     | Турнір                 | Покриття | Суперник    | Рахунок          |
| ---- | -------- | ---------------------- | -------- | ----------- | ---------------- |
| 1.   | Жов 2005 | Венесуела F6, Валенсія | Тверде   | П'єро Луїзі | 6–3, 5–7, 6–2    |
| 2.   | Лис 2005 | Канада F1, Торонто     | Тверде   | Філіп Столт | 6–7(3), 6–3, 7–5 |